# Marianella García Villas
Marianella García Villas (San Salvador, 7 de agosto de 1948-14 de marzo de 1983) fue una filósofa y abogada salvadoreña, presidenta de la Comisión Independiente de Derechos Humanos de El Salvador (CDHES). A los 34 años de edad, fue torturada y asesinada por las fuerzas Armadas del gobierno, mientras documentaba violaciones a los derechos humanos en Suchitoto. Visitó Noruega en tres ocasiones, donde en 1984 se le otorgó una distinción y el premio popular por la paz post mortem.

## Biografía
Marianella García Villas se graduó en derecho y filosofía a comienzos de la década de 1970. Enseñó durante un tiempo filosofía del derecho en la universidad católica de san salvador. Viajó por todo el país e impartió clases gratuitas a campesinos pobres. Fundó y se convirtió en la presidenta de la Comisión Independiente de Derechos Humanos de El Salvador, CDHES. 
Trabajó en estrecha colaboración con el arzobispo Oscar Arnulfo Romero y su equipo de trabajo. Romero fue asesinado el 24 de marzo de 1980. Después de una serie de amenazas a muerte e intentos de asesinato, tuvo que dejar El Salvador en 1982. Se refugió en México y siguió al frente del trabajo de la CDHES. A pesar de las constantes amenazas a muerte hizo frecuentes viajes a El Salvador y continuó con su trabajo.

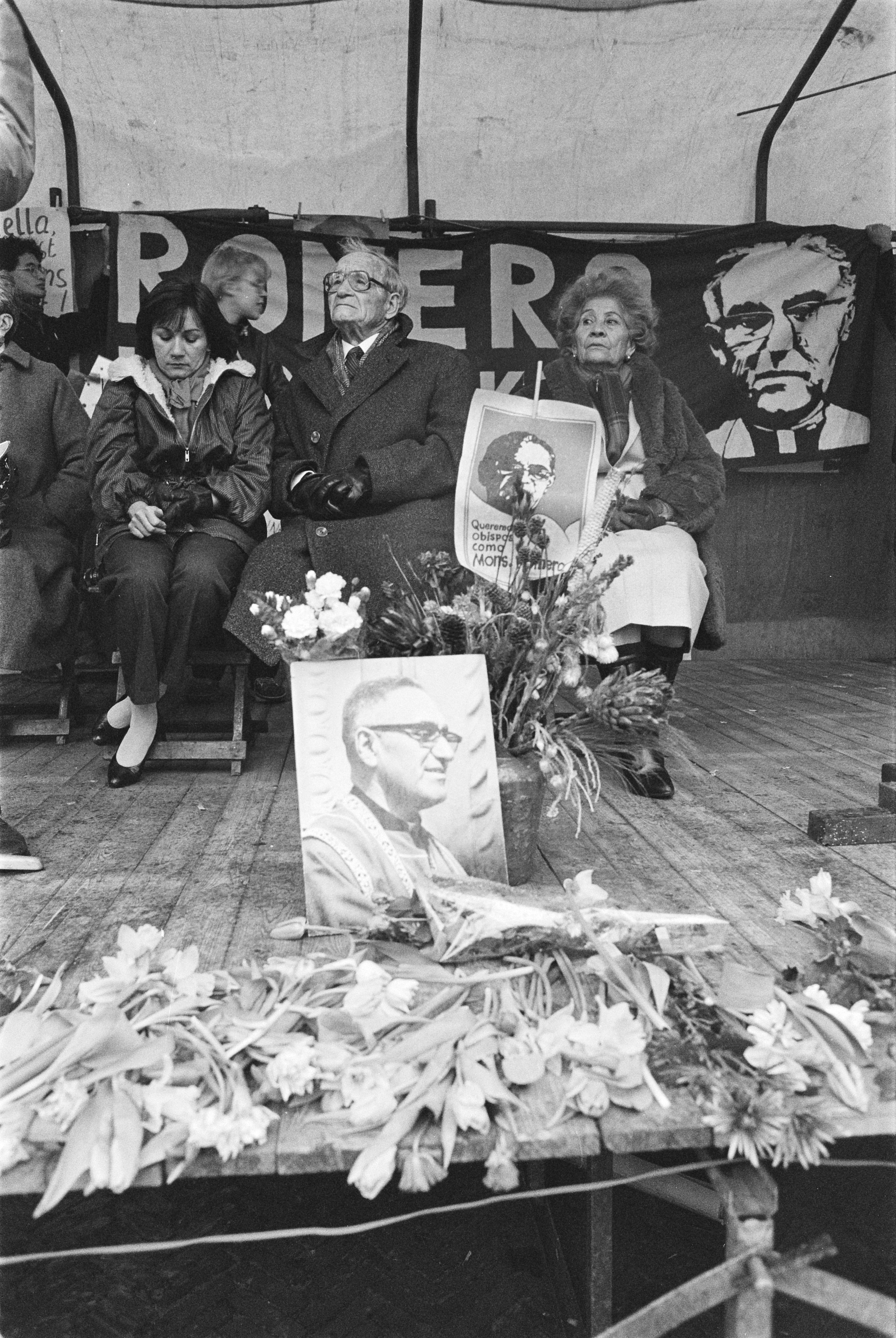
Conmemoración del asesinato de Mons. Romero (El Salvador) en La Haya; padres y hermana Marianella en el retrato de Romero Fecha : 24 de marzo de 1984

En calidad de presidenta de la comisión de derechos humanos, denunciaba la violencia y las masacres perpetradas por la Junta Militar en el poder en su país, llevando también a nivel internacional las pruebas de la represión. 
Debido a su trabajo de incansable denuncia, su voz es callada para siempre. De monseñor Romero había tomado la lección de la no violencia y de la denuncia valiente e intransigente pero desarmada y, como él, pagó con su propia vida su servicio a la causa de los pobres y de los perseguidos. Marianela es una mártir de la justicia y de la paz, cuyo mensaje y cuyo testimonio son más que nunca actuales. 
Sus numerosos viajes al extranjero hicieron que Marianella García Villas se conociera internacionalmente como una gran defensora de los derechos humanos. Hoy en día, hay en Suchitoto un pueblo que lleva el nombre de Marianella García Villas. 
Su nombre aparece además entre los homenajeados en el gran Monumento a la memoria en San Salvador y en un museo en La Palma, Chalatenango. Llevan su nombre calles, plazas, escuelas y una biblioteca, no solo en El Salvador sino también en México, España y los EE. UU.. Su trabajo pionero permitió que hoy en día exista oficialmente una Procuraduría de derechos humanos en El Salvador.

## Homicidio
En su último viaje a Suchitoto, intentaba documentar el uso de fósforo y napalm contra civiles por medio de las fuerzas armadas del gobierno, en las zonas controladas por la guerrilla. El plan era presentar la documentación en la reunión anual de derechos humanos de la ONU en Ginebra. 

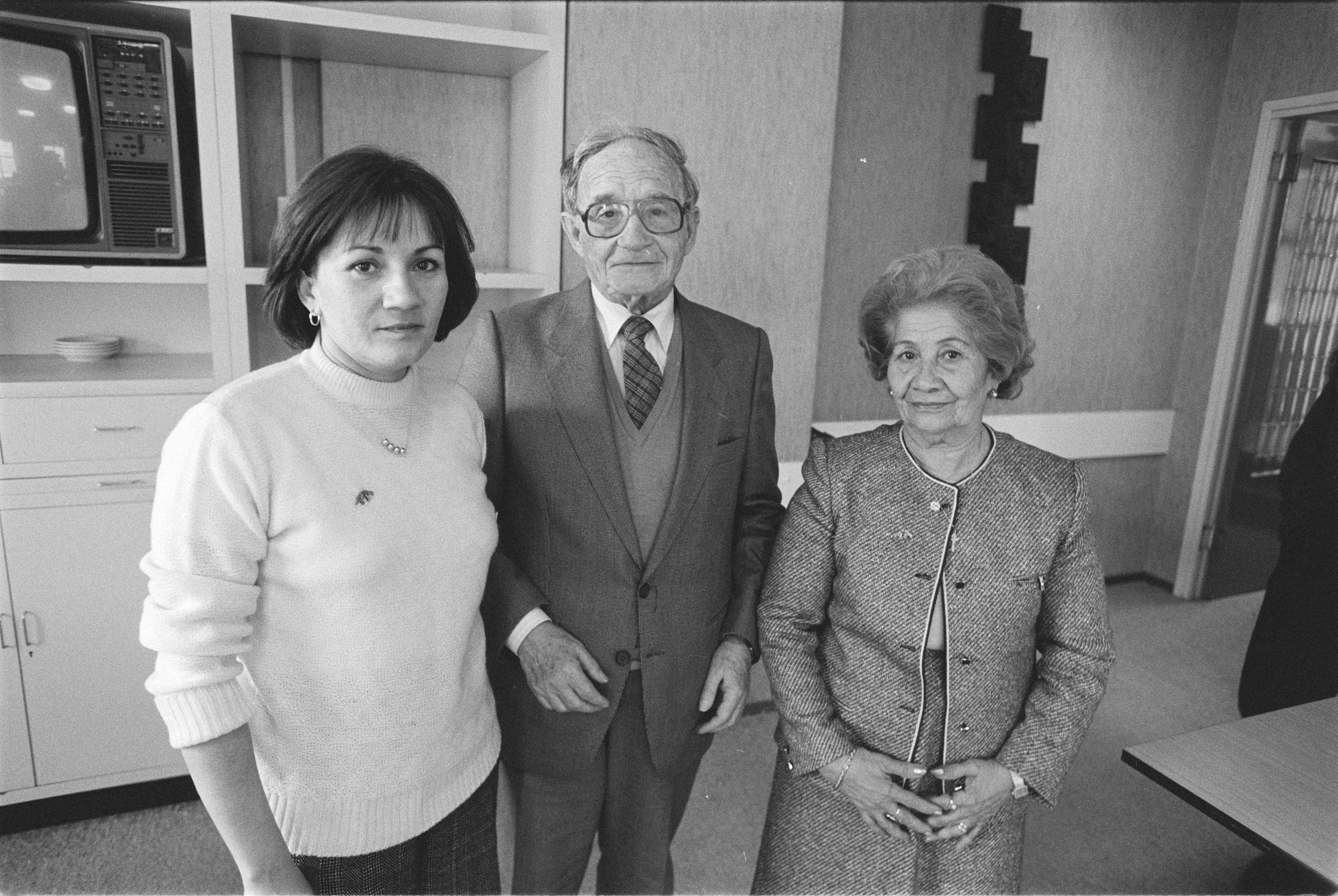
Padres y hermana de Marianella García Villas, asesinada en El Salvador el 14 de marzo de 1983; García Villas fue una filósofa y abogada salvadoreña, presidenta de la Comisión Independiente de Derechos Humanos de El Salvador. Debido a su trabajo y intensa labor por la defensa a los derechos humanos; fue acusada por el gobierno militar de la época, finalmente fue asesinada al igual que su mentor el arzobispo monseñor Romero.

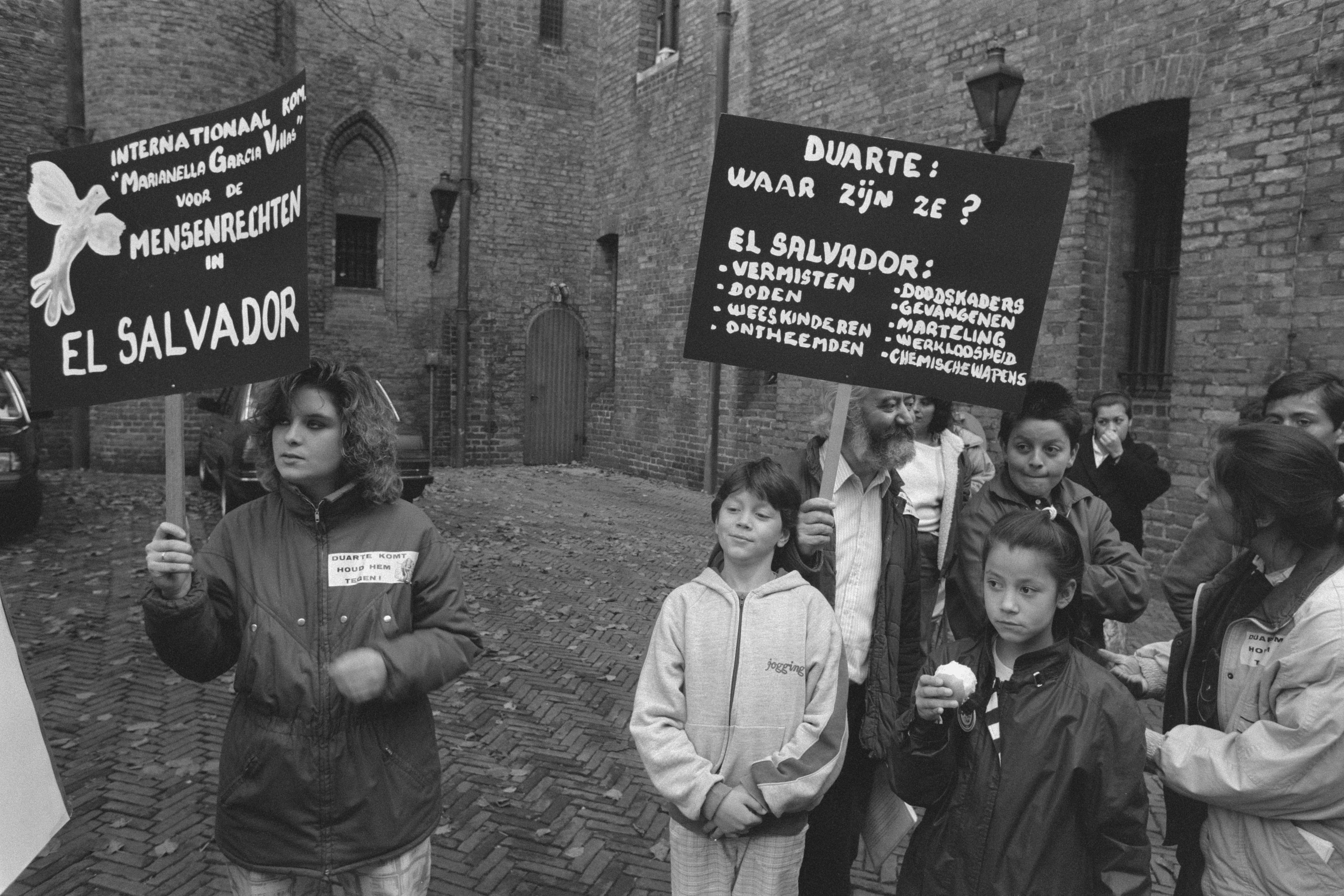
Protesta contra la administración Duarte; por la muerte de
Marianella García Villas.

Marianella García Villas entró en la zona de combate por Honduras. Entrevistó y tomó fotografías de personas a las que les había caído fósforo blanco y que habían sobrevivido. Junto a un grupo de habitantes de la zona, se habían reunido en la plaza del pueblo en la bermuda, cuando se anunció que los helicópteros estaban en camino. Juntos corrieron a la iglesia a buscar refugio, pero fueron alcanzados por las armas automáticas desde los helicópteros muchos fueron heridos, algunos murieron. Ella quedó tendida en una zanja con una herida de bala a través de uno de los muslos. Un helicóptero aterrizó y se la llevaron él mayor Roberto D'Aubuisson, un militar con fuertes vínculos a los escuadrones de la muerte afirmó luego, que se trataba de una líder guerrillera bajo el nombre falso de Lucía y que había muerto en la batalla. Una gran parte de la prensa internacional captó esta información errónea. D'Aubuisson ha sido también vinculado al asesinato del arzobispo Romero por varias comisiones de investigación.
En la autopsia su cadáver mostró torturas extensas y varios disparos. En un informe presentado por la reconocida organización de derechos humanos Pax Christi, se afirma que Marianella García Villas fue llevada a la Academia Militar y torturada durante varias horas antes de ser asesinada. Como responsables se vincula al batallón Atlácatl de la Fuerza Armada salvadoreña.